# Рачевскис, Эдгарс
Эдгарс Рачевскис (латыш. Edgars Račevskis; 11 июля 1936, Скрунда — 15 февраля 2022) — латвийский хоровой дирижёр. Народный артист Латвийской ССР (1977).
Родился в семье школьных учителей. Первые уроки получил у своей матери Ольги Рачевской (урождённой Пантелович, 1910—2000), преподававшей в том числе пение, а затем многие годы работавшей органисткой в рижской Евангелическо-лютеранской церкви Мартина Лютера. Окончил музыкальную школу в Лиепае, а затем отделение хорового дирижирования в Латвийской консерватории (1960).
В 1960—1963 гг. работал в Государственном ансамбле песни, музыки и танца «Сакта». Затем в 1963—1988 гг. главный дирижёр Хора имени Теодора Калныня Латвийского радио и телевидения. Одновременно в 1959 г. основал хор Gaudeamus при Рижском политехническом институте и руководил им до 1996 г., с 1967 г. также возглавлял хор Алуксненского района, в 1977—1987 гг. — хор учителей города Тукумс. В 1970—2008 гг. один из главных дирижёров Вселатвийского праздника песни и танца, в 2013 и 2018 гг. почётный главный дирижёр. В 1993—1997 гг. главный хормейстер Латвийской национальной оперы. В XXI веке возглавлял также Латышский национальный хор при Рижском латышском обществе.
Автор хоровых и вокальных сочинений, собрание которых издано в 2019—2021 гг. в четырёх томах (сочинения для мужского хора, для смешанного хора, для женского и детского хоров и сольные песни).
Удостоен Большой музыкальной награды (1993). Кавалер Ордена Трёх звёзд IV класса (1996). В 2016 году награждён Почётной грамотой Кабинета Министров Латвии. 
Сын, Виго Рачевскис (род. 1962) — ударник Латвийского национального симфонического оркестра, с 2013 г. директор музыкальной школы в Цесисе. Дочь, Илзе Озолиня (урождённая Рачевска) — пианист-концертмейстер Латвийской национальной оперы, замужем за её главным дирижёром Мартиньшем Озолиньшем.